# 諫早茂圖
諫早茂圖（日语：／ Isahaya Shigetsugu，1747年1月17日〈延享3年12月7日〉—1815年8月26日〈文化12年7月22日〉）是日本江戶時代中期至後期武士，擔任肥前國佐賀藩的請役（幕府與藩政中的官職）。他是諫早鍋島家（諫早氏）的第11代當主。  

## 生平
延享3年（1747年），茂圖出生於諫早家第8代領主諫早茂行的家中，為其三男。  
由於兄長茂成早逝，他於明和4年（1767年）繼承家督。明和6年（1769年），他認為早在寬延3年（1750年）被收回的諫早領4000石之所以能歸還，是因為諫早一揆的盟主若杉春后所促成，因此建立了若杉靈神以示感念。天明3年（1783年），他在執行一介的協助下，創立了鄉校「好古館」。
文化元年（1804年），俄羅斯使節尼古拉·列扎諾夫來到長崎，他率兵從矢上屯所出征，負責長崎警備。為了強化防禦，他於文化4年（1807年）在領內沿海五處設置砲台（台場）。文化5年（1808年），他負責長崎的警備，然而無法阻止英國軍艦菲頓號侵入長崎港（即菲頓號事件）。
文化12年（1815年），茂圖去世，享年70歲。他在任諫早領主的時間是歷代最長的。
他的兒子敬輝早逝，因此由孫子茂洪繼承家督。與茂圖相同，自稱「諫早豐前」的敬輝與茂洪，分別迎娶了鍋島直與的姐妹與女兒為正室。

## 家系
- 父：諫早茂行
- 母：不詳
- 正室：不詳
  - 長子：諫早敬輝（？—1809年）
  - 次子：諫早真敏（？—1811年）—曾成為村田氏的養子，後回到諫早家並成為嫡子
  - 三子：諫早明雅
- 養子：
  - 諫早茂洪—諫早敬輝的長子